# Berlin–Angermünde–Berlin 1950
Berlin–Angermünde–Berlin 1950 war ein Eintagesrennen für Amateure. Es fand am 21. Mai über 206 Kilometer statt. Sieger wurde Horst Rauschenberger.

## Rennverlauf
Berlin–Angermünde–Berlin 1950 wurde im Vergleich zum Vorjahr in der Streckenführung wesentlich verändert und verlängert. Der Kurs führte über Eberswalde, Bad Freienwalde, Neuenhagen nach Angermünde und zurück nach Berlin. Start und Ziel befanden sich in der Sredzkistraße. Altersklassenübergreifend hatten 650 Radrennfahrer gemeldet.
Der spätere Sieger Rauschenberger hatte auf der Strecke sieben Defekte zu beheben. Die B-Klasse erhielt eine Vorgabe von vier Minuten. Am Wendepunkt in Angermünde war die Vorgabe aufgeholt. Sechs Fahrer erreichten die Stadtgrenze von Berlin als Spitzengruppe. Den Zielsprint gewann Rauschenberger sehr knapp.

## Ergebnis
| Platz | Fahrer               | Verein           | Zeit (h)  |
| ----- | -------------------- | ---------------- | --------- |
| 1.    | Horst Rauschenberger | Spandauer RV 91  | 6:08:06 h |
| 2.    | Herbert Lehmann      | NRVg Luisenstadt | gl. Zeit  |
| 3.    | Max Bartoskiewicz    | NRVg Luisenstadt | gl. Zeit  |
| 4.    | Heinz Jacob          | Rotation Berlin  | gl. Zeit  |
| 5.    | Stöhr                | Rennbahn Berlin  | gl. Zeit  |
| 6.    | Mohaupt              | Mittenwalde      | gl. Zeit  |
| …     |                      |                  |           |